# Ashford
Ashford este un oraș și un district ne-metropolitan din Regatul Unit, situat în comitatul Kent, regiunea North West, Anglia. Districtul are o populație de 111.200 locuitori, dintre care 102.661 locuiesc în orașul propriu zis Ashford.
Orașul este situat în apropierea autostrăzii engleze M20, ce face legătura între Londra și Dover, și a căii ferate de mare viteză High Speed 1 ce leagă Londra de tunelul pe sub Marea Mânecii. Gara Ashford-International se află în oraș și ofară legături directe cu Franța prin intermediul trenurilor Eurostar.

## Orașe în cadrul districtului
- Ashford
- Tenterden

## Personalități născute aici
- Ruth Wilson (n. 1982), actriță.
- Regina Maria a României (n. 1875)